# 구미 진평동 인동입석
인동입석(仁同立石)은 대한민국 경상북도 구미시 진평동에 있는 입석이다. 1987년 5월 13일 경상북도의 문화재자료 제184호로 지정되었다.

## 개요
입석은 바위를 길게 다듬어 세워두는 것으로, 선돌이라고 하며 고인돌과 같은 큰돌 문화의 일종이다. 선사시대에는 고인돌 주변에 세워 묘의 영역을 나타내었으며, 역사시대에 와서는 마을입구에 세워 귀신을 막거나 경계를 표시하도록 하였고, 토착신앙과 합쳐져 장수를 비는 대상이 되기도 하였다. 이 입석은 인동 지역에 관아가 설치될 무렵에 고을의 풍수리지에 이롭게 하고, 도둑을 잡기 위해 세워둔 것으로 3기 중 2기만 남아있어 ‘도둑을 잡는 바위’또는 ‘출포암(出捕岩)’이라 불린다.
앞에서 보아 오른쪽의 큰돌은 앞면에 ‘괘혁암’이라 새기고, 뒷면에는 ‘인동수구석(仁同水口石)’, 다른 한면에는 그 사연을 기록하였다. 괘혁암은 짚신을 걸어두었던 바위라는 뜻으로, 짚신 한짝도 관아의 것이므로 소홀히 하지 않았던 인동 현감 이등림 선생의 청백함을 기리고 있다. 조선 선조 때 고을 사람들이 이 명칭을 새겨두었으며, 350여년이 지난 뒤에 글을 새겨놓았다. 옆에 있는 것은 일제시대 때 일본인이 ‘대정기념비(大正紀念碑)’라 새긴 것을, 광복 후 ‘대한민국건국기념 ’이라 고쳐 새긴 것이다.
원래는 진평고 앞 삼거리 도로변에 자리하고 있었으나, 좀 더 많은 이들이 볼 수 있도록 이곳으로 옮겨 세웠다.

## 참고 자료
- 인동입석 - 국가유산청 국가유산포털